# Jorge Zahar
Jorge Zahar (Campos dos Goytacazes, 13 de fevereiro de 1920 — Rio de Janeiro, 11 de junho de 1998) foi um editor pioneiro de livros de ciências sociais no Brasil.
Filho de pai libanês e mãe francesa, fundou em 1956 com seus irmãos, Lucien e Ernesto, a "Zahar Editores"  e, quase trinta anos e 1 200 títulos depois, fundou uma nova editora, a Jorge Zahar Editor, depois denominada apenas Zahar.
Esta segunda casa editorial foi fundada em janeiro de 1985 em parceria com os filhos, tendo como objetivo publicar obras de qualidade acessíveis a um público amplo, de estudantes a estudiosos, do leitor curioso ao especialista.
Desde então, o catálogo da editora já conta com quase mil títulos em áreas diversas como história, filosofia, antropologia, sociologia, psicanálise, ciências, educação, arte, música, cinema, teatro, televisão, biografias, literatura clássica e obras de referência.
Inaugurando novas áreas de atuação, a editora passou a também a publicar livros infantojuvenis por meio do selo Pequena Zahar. 'Visando à boa formação do leitor brasileiro – e a valorização dos autores nacionais'.